# Vápník-48
Vápník-48 (48Ca) je nejtěžší  přírodní izotop vápníku, jeho přirozený výskyt se pohybuje okolo 0,187 %.
Jelikož se jedná o pozorovatelně stabilní nuklid relativně bohatý na neutrony, je vhodným výchozím materiálem pro vytváření nových jader v urychlovačích částic tříštivými i fúzními reakcemi s dalšími jádry, například při syntéze oganessonu. U těžších jader je obecně potřeba vyšší poměr neutronů a protonů k dosažení maximální stability, takže jsou potřeba na neutrony bohaté výchozí materiály.